# Lynk & Co Zero EV
Le Lynk & Co Zero EV est un projet de SUV compact 100 % électrique produit par le constructeur automobile chinois Lynk & Co à partir de 2021 en Chine.

## Caractéristiques techniques
La Zero EV repose sur plateforme technique SEA (Sustainable Electric Architecture) spécifique aux modèle électriques du groupe Geely, propriétaire de la marque Lynk & Co.